# Teatre contemporani

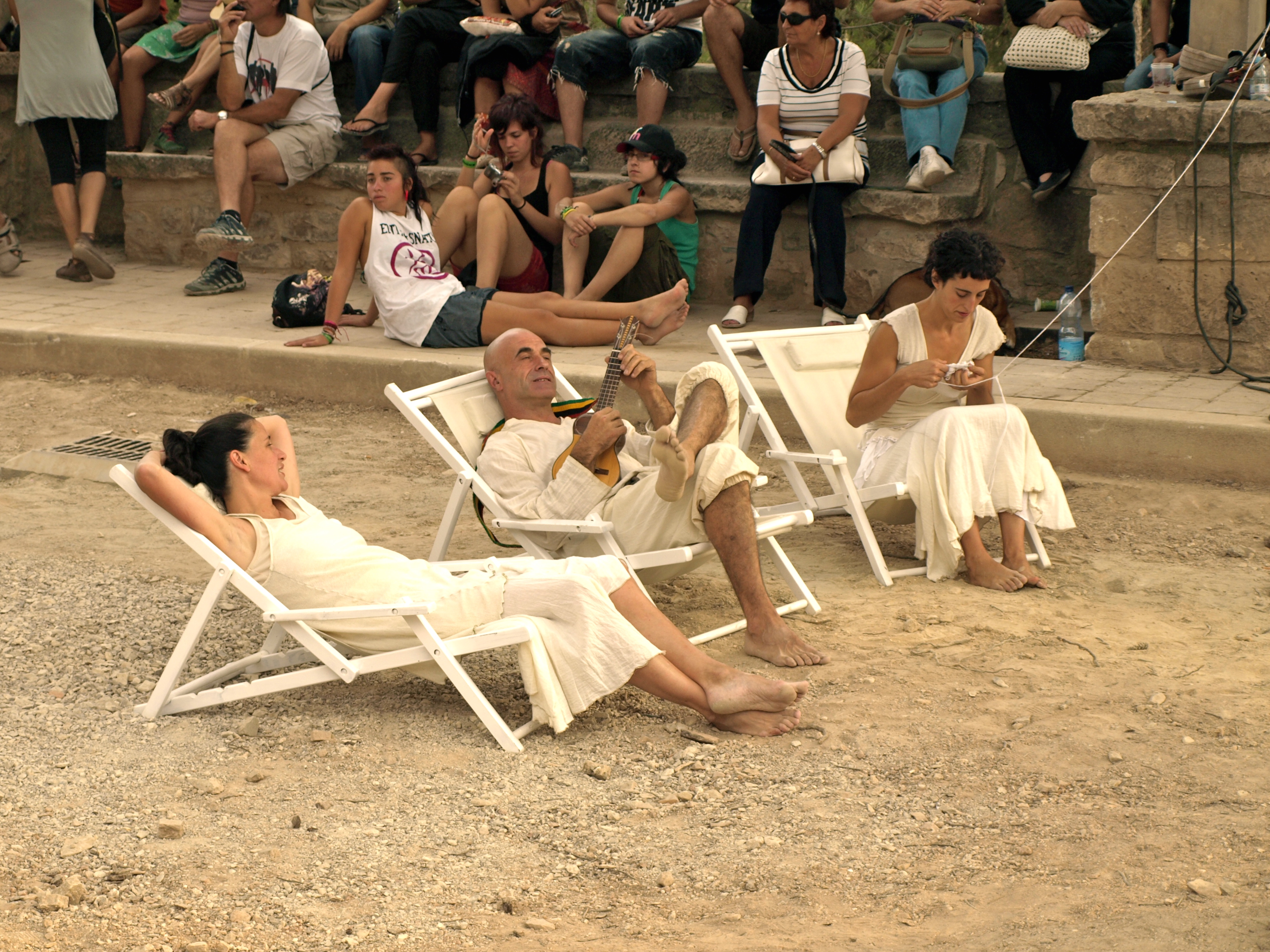
Teatre a la Fira de Tàrrega

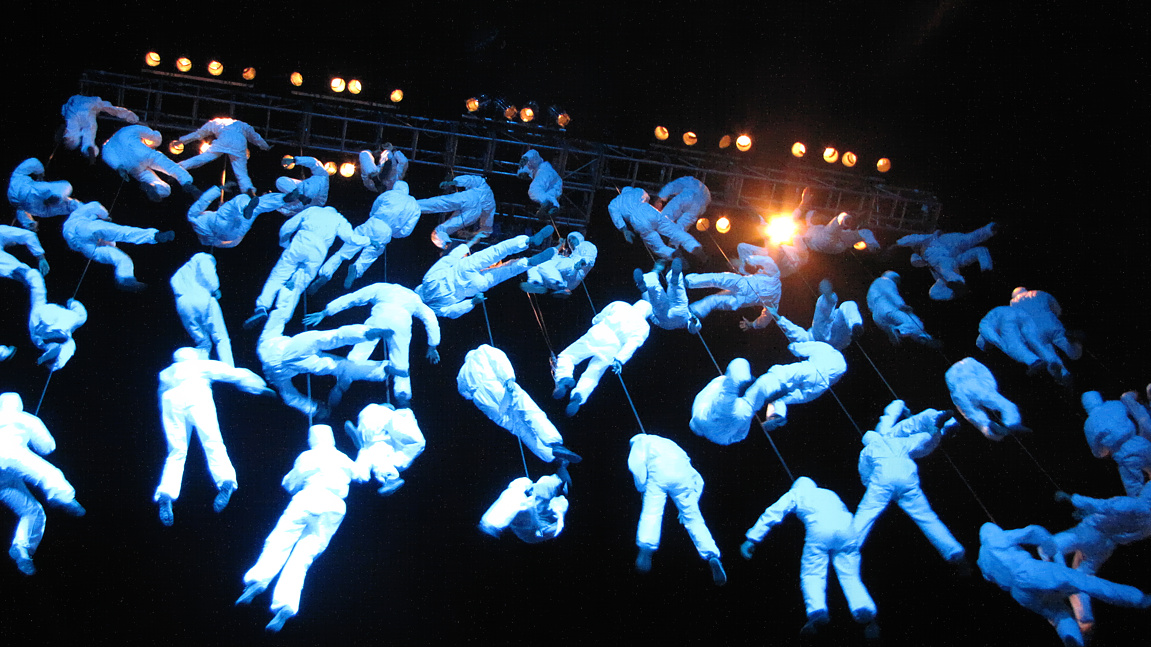
La Fura dels Baus, actuant el 2009

El teatre contemporani és el teatre fet des dels anys 60 del segle xx fins a l'actualitat. En aquesta època encara es fa teatre clàssic tradicional, a més d'altres estils de teatre, de vegades anomenat "noves dramatúrgies", que pot barrejar diverses arts escèniques i que sobretot trenca amb els preceptes tradicionals, com per exemple el focus únic o les dites tres unitats aristotèliques. S'inscriu dintre de l'art contemporani.
Com a les arts plàstiques, a partir dels anys seixanta les arts escèniques a Europa van viure una revolució que va trencar amb les representacions tradicionals i el psicologisme i l'estètica realista que es valorava fins aleshores. Aquests canvis van afectar totes les arts escèniques, incloent el teatre, la dansa, l'òpera i el circ, sense oblidar l'aparició d'un tipus d'espectacle diferent: el happening i l'art d'acció o performance. Després apareixerien grups alternatius com els de Peter Brook i Jerzy Grotowski, i més tard propostes com les de Tadeusz Kantor i Bob Wilson.
La dansa es va renovar totalment, més enllà de l'estil neoclàssic, incorporant accions físiques quotidianes o tretes d'oficis, arts marcials, jocs i esports, per exemple; i incorporant el text en diverses formes, incloent fins i tot la veu. A més es considera l'atzar, la forma per la forma (dance is motion, not emotion) i la independència de la música, que ocorre al mateix temps però no supedita a la dansa a ella. D'altra banda, els directors teatrals també experimenten amb nous conceptes de l'espai i el temps, a més de la relació amb el text, que pot ser independent del cos (en l'ús de la veu en off, per exemple). Els dramaturgs van acostar el text a la parla quotidiana, el van fer més ritual, en van buscar l'essència, la musicalitat, el ritme i també el van desconstruir. Les arts audiovisuals s'incorporen, a més de tota mena de tecnologia.